# Bandera de Indonesia
La bandera de Indonesia es denominada Sang Saka Merah-Putih («sublime bicolor rojo y blanco»). Conforme al artículo 35 de la Constitución de 1945, la bandera está compuesta por dos franjas de iguales dimensiones, la superior es de color rojo y la inferior es blanca. Las proporciones son de un ancho equivalente a dos terceras partes de  su longitud.
Oficialmente se obliga a izar la bandera nacional en las dependencias gubernamentales, las sedes de las misiones diplomáticas del país y en el palacio presidencial.
Se conserva la bandera que fue izada el día de la independencia de Indonesia (bendera pusaka). Esta bandera se empleó durante algunos años en los actos conmemorativos de la independencia, izándose frente al palacio presidencial de Yakarta. Dicha bandera dejó de ondear el 17 de agosto de 1968, cuando fue reemplazada en los actos mencionados por una réplica con objeto de facilitar su preservación.
La Bandera es similar a la de Polonia y de Mónaco.